# La Porcharia
La Porcharia (en francès La Porcherie) és un municipi francès situat al departament de l'Alta Viena i a la regió de la Nova Aquitània.

## Demografia
| 1962                                       | 1968 | 1975 | 1982 | 1990 | 1999 | 2007 |
| ------------------------------------------ | ---- | ---- | ---- | ---- | ---- | ---- |
| 835                                        | 931  | 777  | 693  | 608  | 619  | 604  |
| Des de 1962: població sense dobles comptes |      |      |      |      |      |      |

## Administració
| Període   | Identitat        | Partit |
| --------- | ---------------- | ------ |
| 1983-2008 | Albert Peyronnet |        |
| 2008-     | Lionel Faugere   |        |